# Witold Karpiński
Witold Karpiński ps. „Korab” (ur. 17 lutego 1918 w Wadowicach, zm. w 10 października 2010 we Włocławku) – podporucznik Armii Krajowej, kolega Karola Wojtyły z VIII klasy gimnazjum w Wadowicach. 

## Życiorys
Był członkiem rodziny nauczycielskiej, wywodził się z rodu szlacheckiego herbu Korab, gnębionego przez kolejnych zaborców Polski. Jego brat, nauczyciel, przeżył koszmar obozu KL Auschwitz-Birkenau oraz czterech innych obozów koncentracyjnych, rodzina została wysiedlona z Wadowic, a rodzeństwo skazane na roboty przymusowe. 
Był absolwentem wadowickiego Gimnazjum (1938). We wrześniu 1939 walczył w kampanii wrześniowej w III batalionie 12 pułku piechoty. Wraz ze swoimi żołnierzami (ok. 50 osób) internowany przez Armię Czerwoną w Szepetówce. Po zwolnieniu z obozu pojechał do kuzyna, Mieczysława Karpińskiego, na Wileńszczyznę, gdzie pracował na roli i gdzie rozpoczął działalność w ZWZ, a później w AK. Zaprzysiężony w 1941 w Święcianach. W 1942 przydzielony do 5 Brygady AK pod dowództwem mjr. Zygmunta Szendzielarza „Łupaszki”. Brał udział we wszystkich walkach Brygady, w akcji „Burza” oraz w operacji „Ostra Brama” pod dowództwem płk. Aleksandra „Wilka” Krzyżanowskiego. Po operacji „Ostra Brama” awansowany do stopnia porucznika. Internowany w Miednikach i zesłany do obozu pracy. Jako więzień obozu od 4 sierpnia 1944 pracował w lasach w rejonie Kaługi, skąd uciekł 26 października 1945 i wraz z transportem repatriantów, przez Wilno, przedostał się do Polski. 
Po powrocie mieszkał w Łodzi, gdzie w 1950 rozpoczął studia prawnicze. Aresztowany 13 lutego 1951 z oskarżenia prokuratury radzieckiej za działalność w AK na Wileńszczyźnie. Sąd 7 września 1951 skazał go na karę śmierci, a następnie wyrok został zmieniony w drodze ułaskawienia na 15 lat więzienia. Podczas pobytu w więzieniach (m.in. we Wronkach) otrzymywał kartki pocztowe od Jana Pawła II, który podtrzymywał go na duchu. Więzienie opuścił 27 marca 1959. Do czasu przejścia na emeryturę pracował w Zakładach Azotowych we Włocławku. W 1979 zbierając dokumenty celem uzyskania emerytury otrzymał informację z Centralnego Państwowego Archiwum Sowieckiej Armii, iż od 5 sierpnia 1944 do 26 października 1945 służył w Armii Czerwonej jako szeregowiec strzeleckiego pułku zapasowego.
Wielokrotnie uczestniczył w spotkaniach klasowych z Karolem Wojtyłą. Po wyborze kardynała Wojtyły na papieża spotykał się z Janem Pawłem II w Watykanie i Castel Gandolfo. Zmarł 10 października 2010. Uroczystości pogrzebowe odbyły się w dniu 15 października w katedrze oraz na cmentarzu we Włocławku. 

## Odznaczenia
Odznaczony przez Rząd RP na uchodźstwie w Londynie w latach 1948 i 1949, czterokrotnie Medalem Wojska, Srebrnym Krzyżem Zasługi z Mieczami, Krzyżem Armii Krajowej w 1980 i 11 kwietnia 1995 przez Prezydenta RP Lecha Wałęsę.